# Kamil Supiński
Kamil Supiński (ur. 12 lutego 1992 w Zambrowie) – polski lekkoatleta specjalizujący się w biegach sprinterskich. 

## Życiorys
W 2011 był członkiem reprezentacyjnej sztafety 4 x 100 metrów, która zdobyła w Tallinnie brązowy medal mistrzostw Europy juniorów. 
Medalista mistrzostw Polski seniorów ma w dorobku jeden brązowy medal (Bydgoszcz 2011 – sztafeta 4 x 100 m). Brązowy medalista halowych mistrzostw Polski w biegu na 200 metrów (2013). Stawał na podium mistrzostw kraju w kategorii juniorów.
Wraz z kolegami z klubu Podlasie Białystok latem 2011 dwukrotnie poprawiał juniorski rekord Polski w biegu rozstawnym 4 x 100 metrów.

## Osiągnięcia
| Rok  | Impreza                     | Miejsce | Konkurencja        | Pozycja    | Wynik |
| ---- | --------------------------- | ------- | ------------------ | ---------- | ----- |
| 2011 | Mistrzostwa Europy juniorów | Tallinn | sztafeta 4 x 100 m | 3. miejsce | 40,42 |

## Rekordy życiowe
- bieg na 100 metrów (stadion) – 10,60 (12 czerwca 2011, Kraków)
- bieg na 200 metrów – 21,21 (4 czerwca 2013, Białystok)
- bieg na 400 metrów –  48,68 (1 października 2011, Białystok)
- bieg na 60 metrów (hala) – 6,78 (16 lutego 2013, Spała)
- bieg na 200 metrów – 21,39 (17 lutego 2013, Spała)